# عدنان راشد
عدنان راشد هو قائد عسكري في حركة طالبان باكستان، وقائد أنصار الأسير التابعة لطالبان باكستان المكلفة بإطلاق تحرير السجناء والأسرى من الحركة.

## سيرته
هو بشتوني من سكان منطقة شوتا لاهور في منطقة سوابي، انضم إلى سلاح الجو الباكستاني كفني مبتدئ في عام 1997، لكن تم فصله.
شارك عدنان في محاولة الرئيس برويز مشرف في ديسمبر 2003 وحكم عليه بالإعدام، واستطاع مقاتلي الحركة تحريره إلى جانب 400 سجين آخر عندما اقتحموا سجن بانو في عام 2012.
كما كان العقل المدبر لاقتحام سجن جيل ديرا إسماعيل خان في 30 يوليو 2013، حيث استطاعوا إطلاق سراح 175 سجينًا منهم 35 من قادة الحركة.
في 11 يوليو 2014 ذكرت السلطات الباكستانية أنه تم القبض عليه مع ثلاثة مسلحين آخرين على أيدي قوات الأمن الباكستانية في منزل عائلته بالقرب من بلدة وانا جنوب وزيرستان، وقيل إنه فر إلى المنطقة من شمال وزيرستان بعد إصابته أثناء عملية ضرب عضب، وفيما ذكرت رويترز أن مسؤولي الأمن الباكستانيين وقادة طالبان الباكستانية نفوا أن يكون قد تم اعتقاله. 